# Ото II фон Равенсберг
Ото II фон Равенсберг (на немски: Otto II von Ravensberg; † 1 април 1244) от Дом Калвелаге-Равенсберг е от 1221 г. граф на Равенсберг и от 1226 г. граф само на териториите около Флото и Фехта в Северен Рейн-Вестфалия и в Долна Саксония.

## Биография
Той е третият син на граф Херман II фон Равенсберг († 1221) и съпругата му Юта, дъщеря на Лудвиг II Железния, ландграф на Тюрингия, и на Юта Клариция.
Ото II участва с баща си в боеве против графовете на Текленбург и те попадат през 1202 г. в плен.
През 1226 г., след подялбата на наследството с помощта на епископа на Падерборн и Херман II фон Липе, Ото II получава по-голямата част от територия със замъците Флото и Фехта, а по-малкият му брат Лудвиг († 1249) получава замък Равенсберг и Билефелд. През 1238 г. Ото обещава дъщеря си Юта на Хайнрих фон Текленбург, син на граф Ото I фон Текленбург. 
Ото II е погребан в манастир Берзенбрюк. Територията на графството около Фехта и Берзенбрюк е продадена през 1252 г. на Ото II фон Липе, епископ на Мюнстер.

## Фамилия
Ото се жени за София фон Олденбург-Вилдесхаузен (* ок. 1202; † 1261), дъщеря на граф Бурхард фон Олденбург-Вилдесхаузен. Те имат децата:
- Херман фон Равенсберг († пр. 1242]
- Юта фон Равенсберг (* ок. 1223; † сл. 1302), наследничка на Флото и Фехта, омъжена I. 1244 г. за граф Хайнрих фон Текленбург (1217 – 1247), II. 1250/1251 г. за Валрам III господар на Моншау († 1266)